# 30 janvier 1945
Le mardi 30 janvier 1945 est le 30e jour de l'année 1945.

## Naissances
- Alban Ceray, artiste dramatique
- Françoise Seillier, femme politique française
- George A. Elliott, mathématicien canadien
- Jean-Pierre Stirbois (mort le 5 novembre 1988), personnalité politique française
- Meïr Dagan (mort le 17 mars 2016), militaire israélien
- Michael Dorris (mort le 10 avril 1997), auteur américain
- Mike Kenny, nageur britannique
- Nilto Maciel (mort le 29 avril 2014), écrivain brésilien1
- Réal V. Benoit, chanteur canadien

## Décès
- Albert Mockel (né le 27 décembre 1866), poète belge
- Gottlieb Haberlandt (né le 28 novembre 1854), botaniste et biologiste autrichien
- Léon Faye (né le 10 juin 1899), officier français
- Michel Durrmeyer (né le 16 avril 1916), officier des Forces françaises libres
- Pedro Paulet (né le 2 juillet 1874), scientifique péruvien
- René Legaux (né le 28 septembre 1897), militant wallon et résistant belge
- Shinkichi Hashimoto (né le 24 décembre 1882), linguiste japonais

## Événements
- le Wilhelm Gustloff est torpillé dans la Baltique. Sept à neuf mille passagers périssent. C'est la plus grande catastrophe maritime de tous les temps